# Terre-de-Haut
Pour les articles homonymes, voir Terre-de-Haut (homonymie).
Terre-de-Haut (en créole guadeloupéen : Tèdého) est une commune française, située dans le département de la Guadeloupe. Elle est composée d'une île principale nommée Terre-de-Haut et de quatre îlets inhabités : Îlet à Cabrit, Grand-Îlet, la Redonde, Les Roches percées. La commune est une division administrative de l'entité géographique qu'est l'archipel des Saintes qui comprend une seconde commune : Terre-de-Bas.
Ses habitants sont appelés les Saintois(es).

## Géographie

### Localisation
Son territoire s'étend sur 6,0 km2 de superficie totale.

## Urbanisme

### Typologie
Terre-de-Bas est une commune rurale, car elle fait partie des communes peu ou très peu denses, au sens de la grille communale de densité de l'Insee,,,.
La commune, entourée par l'océan Atlantique, est également une commune littorale au sens de la loi du 3 janvier 1986, dite loi littoral. Des dispositions spécifiques d’urbanisme s’y appliquent dès lors afin de préserver les espaces naturels, les sites, les paysages et l’équilibre écologique du littoral, par exemple le principe d'inconstructibilité, en dehors des espaces urbanisés, sur la bande littorale des 100 mètres, ou plus si le plan local d’urbanisme le prévoit,.

## Toponymie
La commune tient son nom, tout comme sa voisine Terre-de-Bas, sur l'île de Terre-de-Bas, du langage maritime qui désignait de « basse » la terre-sous-le-vent et de « haute » la terre-au-vent.

## Politique et administration

### Intercommunalité
La commune de Terre-de-Haut appartient à la communauté d'agglomération Grand Sud Caraïbe (CAGSC) dans laquelle elle est représentée par un conseiller.

### Liste des maires

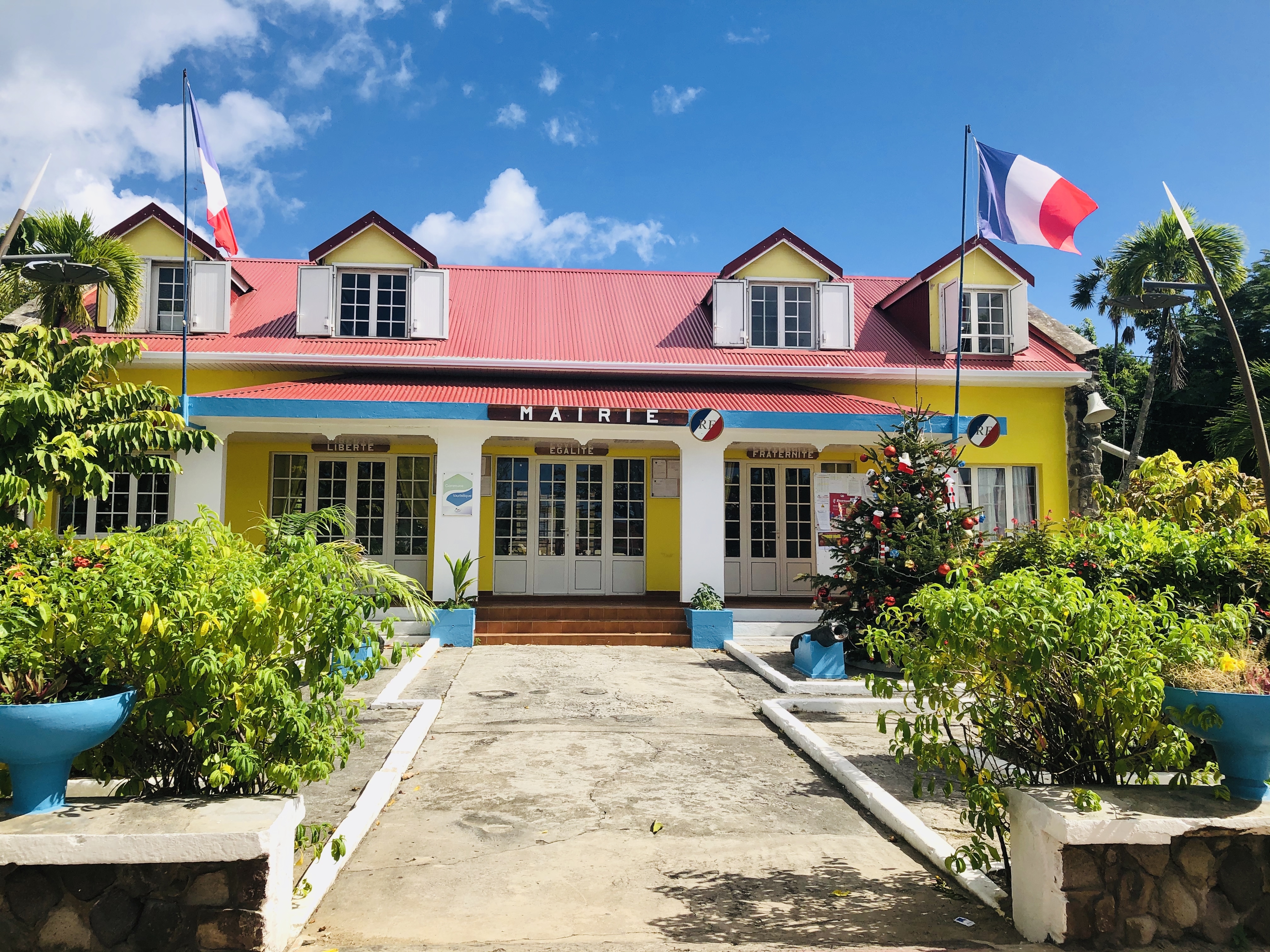
Mairie de Terre-de-Haut.

| Période        | Période        | Identité           | Étiquette | Qualité                                                             |
| -------------- | -------------- | ------------------ | --------- | ------------------------------------------------------------------- |
| 1882           | 1884           | Charles Foy        |           | Premier maire de Terre-de-Haut                                      |
| 1884           | 1892           | Bernard Azincourt  |           |                                                                     |
| 1892           | 1902           | Charles Foy        |           |                                                                     |
| 1902           | 1908           | Benoît Cassin      |           |                                                                     |
| 1911           | 1914           | Paul-Eugène Thomas |           |                                                                     |
| 1915           | 1928           | Emmanuel Laurent   |           |                                                                     |
| 1929           | 1935           | Benoît Cassin      |           |                                                                     |
| 1936           | 1957           | Théodore Samson    | DVD       |                                                                     |
| 1957           | 1961           | Georges Azincourt  | DVD       |                                                                     |
| 1961           | 1971           | Eugène Samson      | DVD       |                                                                     |
| 1971           | 1977           | René Germain       | DVD       |                                                                     |
| 1977           | 2000           | Robert Joyeux      | DVD → RPR |                                                                     |
| 2000           | mars 2018      | Louis Molinié      | UMP → UDI |                                                                     |
| mars 2018      | 3 juillet 2020 | Louly Bonbon       | SE → DVD  |                                                                     |
| 4 juillet 2020 | en cours       | Hilaire Brudey,    | FGPS      | Conseiller régional du canton des Saintes (2004 → 2010 puis 2012 →) |

## Économie
L'économie de la commune repose principalement sur l'activité de pêche locale et le tourisme, notamment en raison de la présence de l'aérodrome Les Saintes-Terre-de-Haut qui permet l'accès aérien à l'archipel.

## Population et société

### Démographie
L'évolution du nombre d'habitants est connue à travers les recensements de la population effectués dans la commune depuis 1961, premier recensement postérieur à la départementalisation de 1946. À partir de 2006, les populations de référence des communes sont publiées annuellement par l'Insee. Le recensement repose désormais sur une collecte d'information annuelle, concernant successivement tous les territoires communaux au cours d'une période de cinq ans. Pour les communes de moins de 10 000 habitants, une enquête de recensement portant sur toute la population est réalisée tous les cinq ans, les populations de référence des années intermédiaires étant quant à elles estimées par interpolation ou extrapolation. Pour la commune, le premier recensement exhaustif entrant dans le cadre du nouveau dispositif a été réalisé en 2005.

En 2022, la commune comptait 1 479 habitants, en évolution de −5,56 % par rapport à 2016 (Guadeloupe : −2,67 %, France hors Mayotte : +2,11 %).
| 1961  | 1967  | 1974  | 1982  | 1990  | 1999  | 2010  | 2015  | 2020  |
| ----- | ----- | ----- | ----- | ----- | ----- | ----- | ----- | ----- |
| 1 264 | 1 474 | 1 453 | 1 474 | 1 527 | 1 729 | 1 787 | 1 601 | 1 513 |

| 2022  | - | - | - | - | - | - | - | - |
| ----- | - | - | - | - | - | - | - | - |
| 1 479 | - | - | - | - | - | - | - | - |

La commune est confrontée au problème récurrent du départ des plus jeunes (entrainant un vieillissement de la population et une dénatalité) vers la Guadeloupe et au-delà, dans le cadre des études qui ne peuvent être faites à Terre-de-Haut après le collège.

### Enseignement
Comme toutes les communes de l'archipel de la Guadeloupe, Terre-de-Haut est rattaché à l'Académie de la Guadeloupe. La commune possède une école maternelle (Bourg) et une école primaire (Mixte).
Pour l'enseignement secondaire la commune accueille sur son territoire le collège Archipel-des-Saintes, commun aux deux municipalités des Saintes – avec deux campus, l'un dans le quartier Marigot et l'autre au bourg de Petite Anse à Terre-de-Bas – et ouvert en septembre 1994 sous l'action du maire de Terre-de-Haut, Robert Joyeux. Il est fréquenté par une centaine d'élèves, dont les trois quarts sont sur le site de Terre-de-Haut. Les lycées les plus proches sont en revanche sur la Guadeloupe continentale, soit à Gourbeyre (lycée professionnel de Blanchet) soit à Basse-Terre (lycée Gerville-Réache ou lycées professionnels de Versailles et des Persévérants).

### Santé
L'offre médicale de la commune est liée à celle de Basse-Terre pour l'essentiel, hormis le centre médico-social et un service d'hospitalisation à domicile.

## Culture locale et patrimoine

### Lieux et monuments

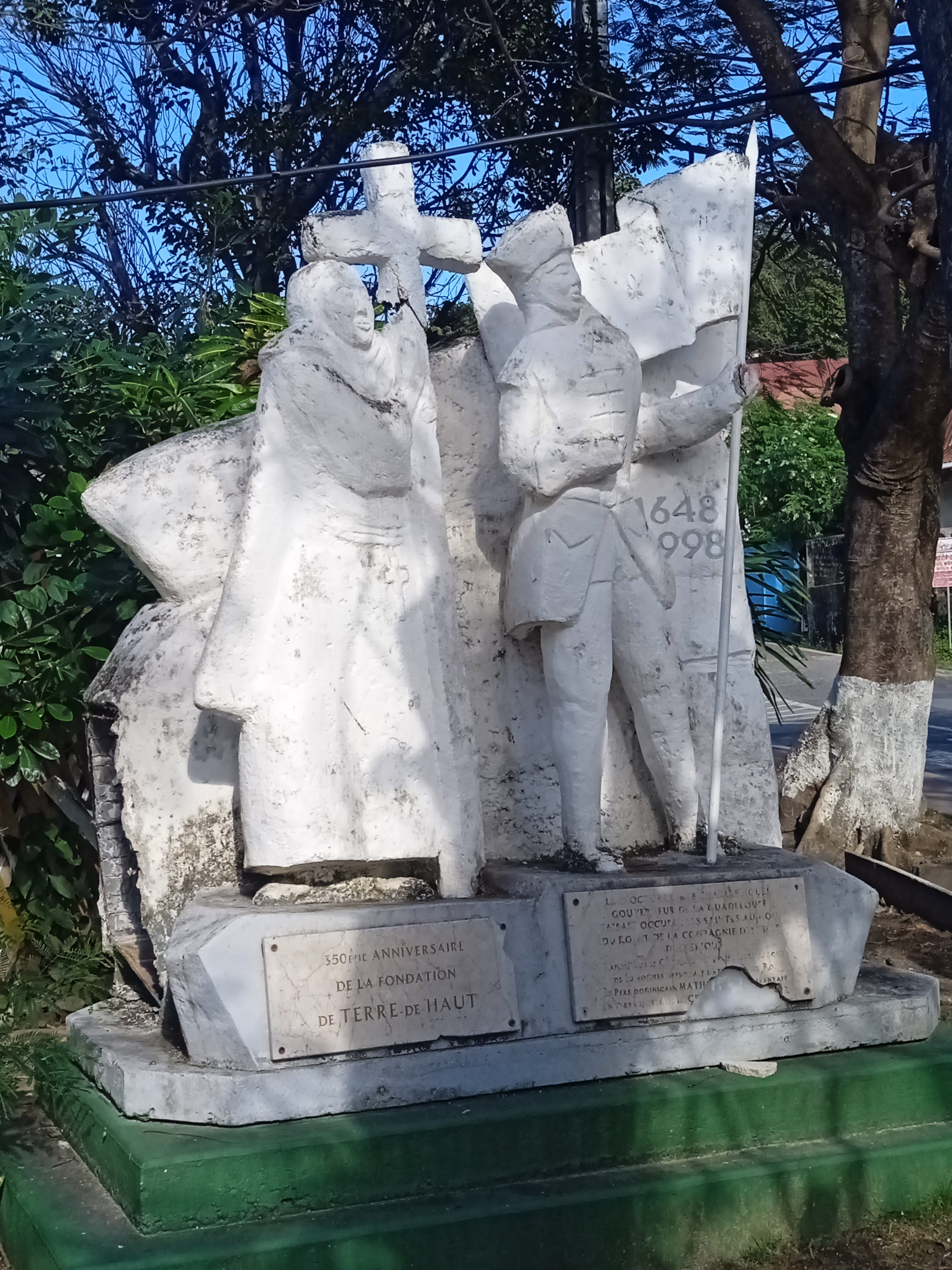
Monument commémoratif du anniversaire de la fondation de Terre-de-Haut (1648-1998)

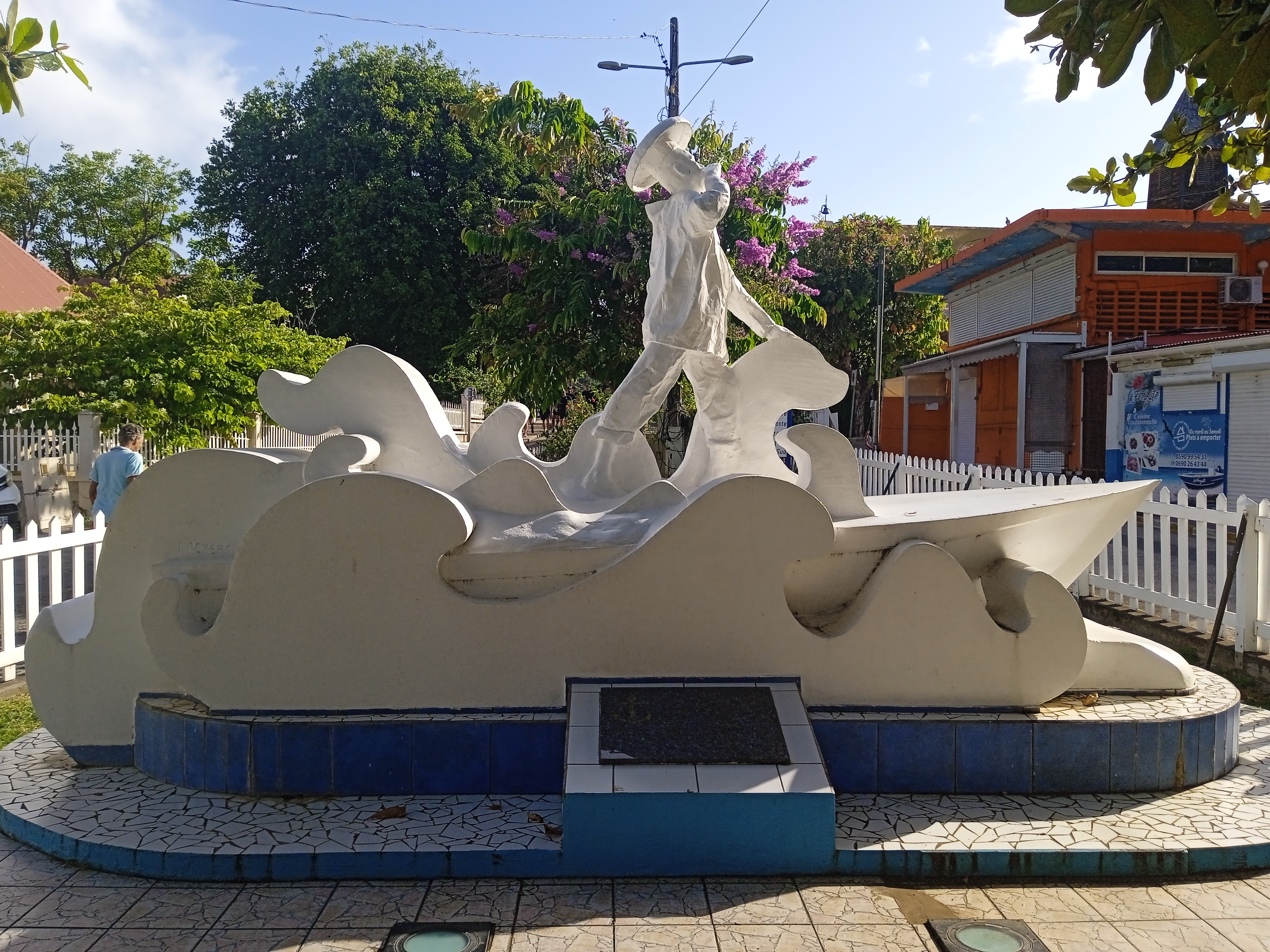
Monument aux marins-pêcheurs disparus en mer.

- Église Notre-Dame-de-l'Assomption de Terre-de-Haut.
- Maison Electra (rue Jean-Calot), construite par Edmond Mercier à l'emplacement de l'ancienne batterie du bourg.
- Monument commémoratif du 350e anniversaire de la fondation de Terre-de-Haut (1648-1998)
- Monument aux marins-pêcheurs disparus en mer : réalisé en béton en 2002 par Jocelyn Pezeron[17].

### Jumelage
Baccarat (France)